# Liste der portugiesischen Botschafter in Polen

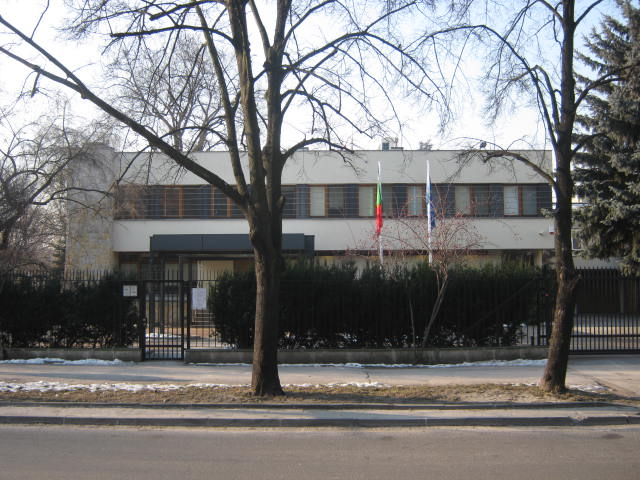
Die portugiesische Botschaft in der Ul. Ateńska Nr. 37 in Warschau

Die Liste der portugiesischen Botschafter in Polen listet die Botschafter der Republik Portugal in Polen auf. Beide Staaten unterhalten seit 1922 direkte diplomatische Beziehungen. Sie wurden durch den Zweiten Weltkrieg unterbrochen und erst nach Ende der antikommunistischen Estado Novo-Diktatur in Portugal 1974 wieder aufgenommen. Mindestens bis ins 16. Jahrhundert reichen die Beziehungen. So hielt sich Damião de Góis von 1529 bis 1531 in Polen auf, wo er portugiesischer Geschäftsträger am polnischen Hof bei König Sigismund I. war.
Im Jahr 1923 eröffnete Portugal in der polnischen Hauptstadt Warschau eine eigene Botschaft, die im Verlauf des Zweiten Weltkriegs zwischen 1939 und 1945 geschlossen und 1974 neu eröffnet wurde.

## Missionschefs
| Name                                                  | Bild  | Akkreditierungsdatum                 | Anmerkungen                                                                                               |
| Polen                                                 | Polen | Polen                                | Polen |
| ----------------------------------------------------- | ----- | ------------------------------------ | --- |
| Damião de Góis                                        |       | vermutlich 1529–1531                 | Geschäftsträger                                                                                           |
| Francisco Pereira da Silva                            |       | 1685                                 | Gesandter                                                                                                 |
| Vasco Francisco Caetano de Quevedo                    |       | 1923 –22. Mai 1928                   | Ministro Plenipotenciário, erster Vertreter Portugals in der Republik Polen, am 5. Juli 1923 akkreditiert |
| Tomás Ribeiro de Melo                                 |       | 6. Oktober 1930 –27. Juli 1933       | Ministro Plenipotenciário, am 17. Oktober 1930 akkreditiert                                               |
| César de Sousa Mendes do Amaral e Abranches           |       | 15. August 1933 –23. September 1939  | Ministro Plenipotenciário, am 5. September 1933 akkreditiert                                              |
| António Augusto Braga Leite de Faria                  |       | 1945                                 | Ministro Plenipotenciário (Akkreditierung und tatsächlicher Amtssitz nicht vermerkt)                      |
| António Augusto Coelho Bartolo                        |       | 9. Oktober 1974 –10. Oktober 1976    | Botschafter, am 15. Januar 1975 akkreditiert                                                              |
| Luís Nuno da Veiga de Meneses Cordeiro                |       | 11. Oktober 1976 –7. Juni 1977       | Geschäftsträger                                                                                           |
| António Pinto de Mesquita de Melo Mexia e Vasconcelos |       | 7. Juni 1977 –18. Juli 1979          | Botschafter, am 18. Juni 1977 akkreditiert                                                                |
| Manuel Sá Nogueira                                    |       | 3. September 1979 –24. August 1984   | Botschafter, am 10. September 1979 akkreditiert                                                           |
| Luís Nuno da Veiga de Meneses Cordeiro                |       | 10. Oktober 1984 –6. November 1989   | Botschafter, am 12. September 1984 akkreditiert                                                           |
| Rui Fernando de Meira Ferreira                        |       | 21. November 1989 –26. März 1995     | Botschafter, am 29. November 1989 akkreditiert                                                            |
| Manuel António Jorge Pacheco Barreiros                |       | 3. April 1995 –3. Dezember 1998      | Botschafter, 25. April 1995 akkreditiert                                                                  |
| Álvaro Gil Gonçalves Pereira                          |       | 31. März 1999 –26. Dezember 2002     | Botschafter, am 17. Mai 1999 akkreditiert                                                                 |
| Maria Margarida de Araújo de Figueiredo               |       | 17. Januar 2003 –22. März 2006       | Botschafterin                                                                                             |
| José Duarte Sequeira e Serpa                          |       | 17. Oktober 2006 –24. September 2013 | Botschafter                                                                                               |
| Maria Amélia Maio de Paiva                            |       | 2013– 16. September 2016             | Botschafterin, am 31. Oktober 2013 akkreditiert                                                           |
| João Manuel da Cruz da Silva Leitão                   |       | 11. Oktober 2016 –26. Dezember 2018  | Botschafter, am 3. November 2016 akkreditiert                                                             |
| Luís Manuel Ribeiro Cabaço                            |       | seit 14. Dezember 2018               | Botschafter, am 20. März 2019 akkreditiert                                                                |